# إسراء (اسم)
اسراء اسم علم مؤنث عربي، ومعناه: سير القافلة ليلاً، ومنه إسراء النبي محمد من مكة إلى القدس، كما ورد ذكر ذلك في القران: ﴿سُبْحَانَ الَّذِي أَسْرَى بِعَبْدِهِ لَيْلاً مِنَ الْمَسْجِدِ الْحَرَامِ إِلَى الْمَسْجِدِ الْأَقْصَى﴾ سورة الإسراء الآية 1، أما المعراج فلم يرد لفظه في القرآن.
وإسراء هو اسم علم شخصي عربي مؤنث، وله انتشار في العالم العربي.

## الشخصيات
- إسراء عبد الفتاح، ناشطة سياسية مصرية ولدت في مدينة بنها بالقليوبية عام 1981. شاركت العديد من الشباب المصري في الدعوة لإضراب 6 أبريل 2008 في مصر ضد "الغلاء والفساد"، وذلك على موقع فيس بوك وهي عضو في حزب الغد.
- إسراء الزعبي، مذيعة أردنية.